# David och Goliat: konsten att slåss mot jättar
David och Goliat: konsten att slåss mot jättar (engelsk originaltitel: David and Goliath: Underdogs, Misfits, and the Art of Battling Giants) är en bok av den engelsk-kanadensiske författaren och journalisten Malcolm Gladwell från 2013. Boken fokuserar på sannolikheten för osannolika händelser som inträffar i situationer där ett utfall är kraftigt gynnat över den andra. Boken innehåller många olika berättelser om dessa "underdogs" som slår oddsen, den mest kända är berättelsen om David och Goliat.